# Liste des préfets de la Seine
Cette liste recense les préfets du département de la Seine de 1800 à 1967.

## Liste
| Début             | Fin               | Préfet                                  |           |  |
| ----------------- | ----------------- | --------------------------------------- | --------- |  |
| 2 mars 1800       | 23 décembre 1812  | Nicolas Frochot                         | 1761-1828 |  |
| 23 décembre 1812  | 20 mars 1815      | Gaspard de Chabrol                      | 1773-1843 |  |
| 20 mars 1815      | 3 juillet 1815    | Pierre-Marie Taillepied de Bondy        | 1766-1847 |  |
| 7 juillet 1815    | 30 juillet 1830   | Gaspard de Chabrol                      | 1773-1843 |  |
| 30 juillet 1830   | 30 août 1830      | Alexandre de Laborde                    | 1773-1842 |  |
| 30 août 1830      | 21 février 1831   | Odilon Barrot                           | 1791-1873 |  |
| 21 février 1831   | 22 juin 1833      | Pierre-Marie Taillepied de Bondy        | 1766-1847 |  |
| 22 juin 1833      | 24 février 1848   | Claude-Philibert Barthelot de Rambuteau | 1781-1869 |  |
| 19 juillet 1848   | 25 octobre 1848   | Ariste Jacques Trouvé-Chauvel           | 1805-1883 |  |
| 27 octobre 1848   | 20 décembre 1848  | Adrien Recurt                           | 1797-1872 |  |
| 20 décembre 1848  | 22 juin 1853      | Jean-Jacques Berger                     | 1791-1859 |  |
| 22 juin 1853      | 5 janvier 1870    | Georges Eugène Haussmann                | 1809-1891 |  |
| 5 janvier 1870    | 10 août 1870      | Henri Chevreau                          | 1823-1903 |  |
| 6 septembre 1870  | 5 juin 1871       | Jules Ferry                             | 1832-1893 |  |
| 6 juin 1871       | 7 décembre 1872   | Léon Say                                | 1826-1896 |  |
| 9 décembre 1872   | 28 mai 1873       | Marc Antoine Calmon                     | 1815-1890 |  |
| 2 juin 1873       | 28 janvier 1879   | Ferdinand Duval                         | 1827-1896 |  |
| 28 janvier 1879   | 1er janvier 1882  | Ferdinand Hérold                        | 1828-1882 |  |
| 9 janvier 1882    | 5 novembre 1882   | Charles Floquet                         | 1828-1896 |  |
| 5 novembre 1882   | 20 octobre 1883   | Louis Oustry                            | 1822-1888 |  |
| 20 octobre 1883   | 23 mai 1896       | Eugène Poubelle                         | 1831-1907 |  |
| 1er juin 1896     | 28 juin 1911      | Justin Germain Casimir de Selves        | 1848-1934 |  |
| 1er juillet 1911  | 27 avril 1918     | Marcel Delanney                         | 1863-1944 |  |
| 10 mai 1918       | 22 octobre 1922   | Auguste Autrand                         | 1858-1949 |  |
| 1er novembre 1922 | 25 août 1924      | Hippolyte Juillard                      | 1871-1926 |  |
| 25 août 1924      | 25 septembre 1925 | Armand Naudin                           | 1869-1938 |  |
| 15 septembre 1925 | 19 février 1929   | Paul Bouju                              | 1868-1941 |  |
| 5 mars 1929       | 4 février 1934    | Édouard Renard                          | 1883-1935 |  |
| 5 février 1934    | 13 octobre 1940   | Achille Villey-Desmeserets              | 1878-1955 |  |
| 4 novembre 1940   | 10 septembre 1942 | Charles Paul Magny                      | 1884-1945 |  |
| 21 septembre 1942 | 19 août 1944      | René Bouffet                            | 1896-1945 |  |
| 19 août 1944      | 30 août 1946      | Marcel Pierre Flouret (Marcel Flouret)  | 1892-1971 |  |
| 17 septembre 1946 | 9 juillet 1950    | Roger Verlomme                          | 1890-1950 |  |
| 10 juillet 1950   | 15 septembre 1950 | Georges Hutin                           | 1899-1978 |  |
| 15 septembre 1950 | 2 septembre 1955  | Paul Haag                               | 1891-1976 |  |
| 6 octobre 1955    | 2 juin 1958       | Émile Pelletier                         | 1898-1975 |  |
| 2 juin 1958       | 11 octobre 1958   | Richard Pouzet                          | 1904-1971 |  |
| 11 octobre 1958   | 1er octobre 1963  | Jean Benedetti                          | 1902-1979 |  |
| 1er octobre 1963  | 10 août 1966      | Raymond Haas-Picard                     | 1906-1971 |  |
| 16 septembre 1966 | 31 décembre 1967  | Maurice Doublet                         | 1914-2001 |  |

## Odonymie
Plusieurs voies publiques de Paris perpétuent le souvenir de ses anciens préfets du département de la Seine (dont Paris était la préfecture) :
- avenue Frochot et rue Frochot
- rue de Chabrol
- rue de Laborde
- rue Rambuteau et porte Rambuteau
- rue Berger et porte Berger
- boulevard Haussmann
- rue Henri-Chevreau
- boulevard Jules-Ferry
- rue Ferdinand-Duval
- avenue Charles-Floquet
- rue Eugène-Poubelle
- avenue de Selves (1934)
- place Édouard-Renard (1935)
- rue Roger-Verlomme (1954)